# Collegio di Taunton and Wellington
Taunton and Wellington è un collegio elettorale inglese situato nel Somerset e rappresentato alla Camera dei comuni del parlamento del Regno Unito. Elegge un membro del parlamento con il sistema maggioritario a turno unico; l'attuale parlamentare è Gideon Amos dei Liberal Democratici, che rappresenta il collegio dal 2024.

## Estensione
Il collegio è costituito dalle seguenti divisioni elettorali del Somerset: Bishop's Hull and Taunton West; Blackdown and Neroche; Comeytrowe and Trull; Lydeard; Monkton and North Curry; Rowbarton and Staplegrove; Taunton East; Taunton North; Taunton South; Upper Tone e Wellington.

## Membri del parlamento
| Elezione | Elezione | Deputato    | Partito             |
| -------- | -------- | ----------- | ------------------- |
|          | 2024     | Gideon Amos | Liberal Democratici |

## Elezioni

### Elezioni negli anni 2020
| Partito                    | Partito                                    | Candidato                  | Risultati 4 luglio 2024 | Risultati 4 luglio 2024 |
| Partito                    | Partito                                    | Candidato                  | Voti                    | %                       |
| -------------------------- | ------------------------------------------ | -------------------------- | ----------------------- | ----------------------- |
|                            | Lib Dem                                    | Gideon Amos                | 24 331                  | 48,38                   |
|                            | Conservatore                               | Rebecca Pow                | 12 392                  | 24,64                   |
|                            | Reform UK                                  | Charles Hansard            | 8 053                   | 16,01                   |
|                            | Laburista                                  | Brenda Weston              | 3 552                   | 7,06                    |
|                            | Verdi                                      | Ryan Trower                | 1 832                   | 3,64                    |
|                            | Comunista                                  | Rochelle Russell           | 134                     | 0,27                    |
|                            |                                            |                            |                         |                         |
| Iscritti                   | Iscritti                                   | Iscritti                   | 78 116                  | 100,00                  |
| ↳ Votanti (% su iscritti)  | ↳ Votanti (% su iscritti)                  | ↳ Votanti (% su iscritti)  | 50 294                  | 64,38                   |
| ↳ Astenuti (% su iscritti) | ↳ Astenuti (% su iscritti)                 | ↳ Astenuti (% su iscritti) | 27 822                  | 35,62                   |
|                            |                                            |                            |                         |                         |
|                            | Esito: collegio a Lib Dem (nuovo collegio) |                            |                         |                         |